# قمر صناعي بلياد
القمر الصناعي بلياد (بالإنجليزية: Pléiades) هما قمران صناعيان: بلياد 1أ وبلياد 1ب، يدوران حول القمر وتفصل بينهما زاوية 180 درجة. أي إذا كان الأول في الشرق يكون الثاني في الغرب. يرسل كل من القمرين الصناعيين المتماثلين صورا للأرض عالية الدقة، ويتيحان مراقبة الأرض يوميا وتسجيل ما يحدث عليها في أي نقطة منها.
وقد اختير اسم بلياد للقمرين الصناعيين لمشروع فرنسي - إيطالي لمراقبة الأرض «أورفيو». وهما القمران الصناعيين اللذان يعملان على تصوير سطح الأرض تصويرا فوتغرافيا (أي بالضوء المرئي) للأغراض المدنية والعلمية في إطار المشروع الفرنسي - الإيطالي الأشمل والذي يقوم بالتصوير للأغراض العسكرية «أورفو». ويعتبر القمران الصناعيان بلياد أصغر وأقل تكلفة مما سبقه من سلسلة الأقمار الصناعية المسماة «سبوت» SPOT .

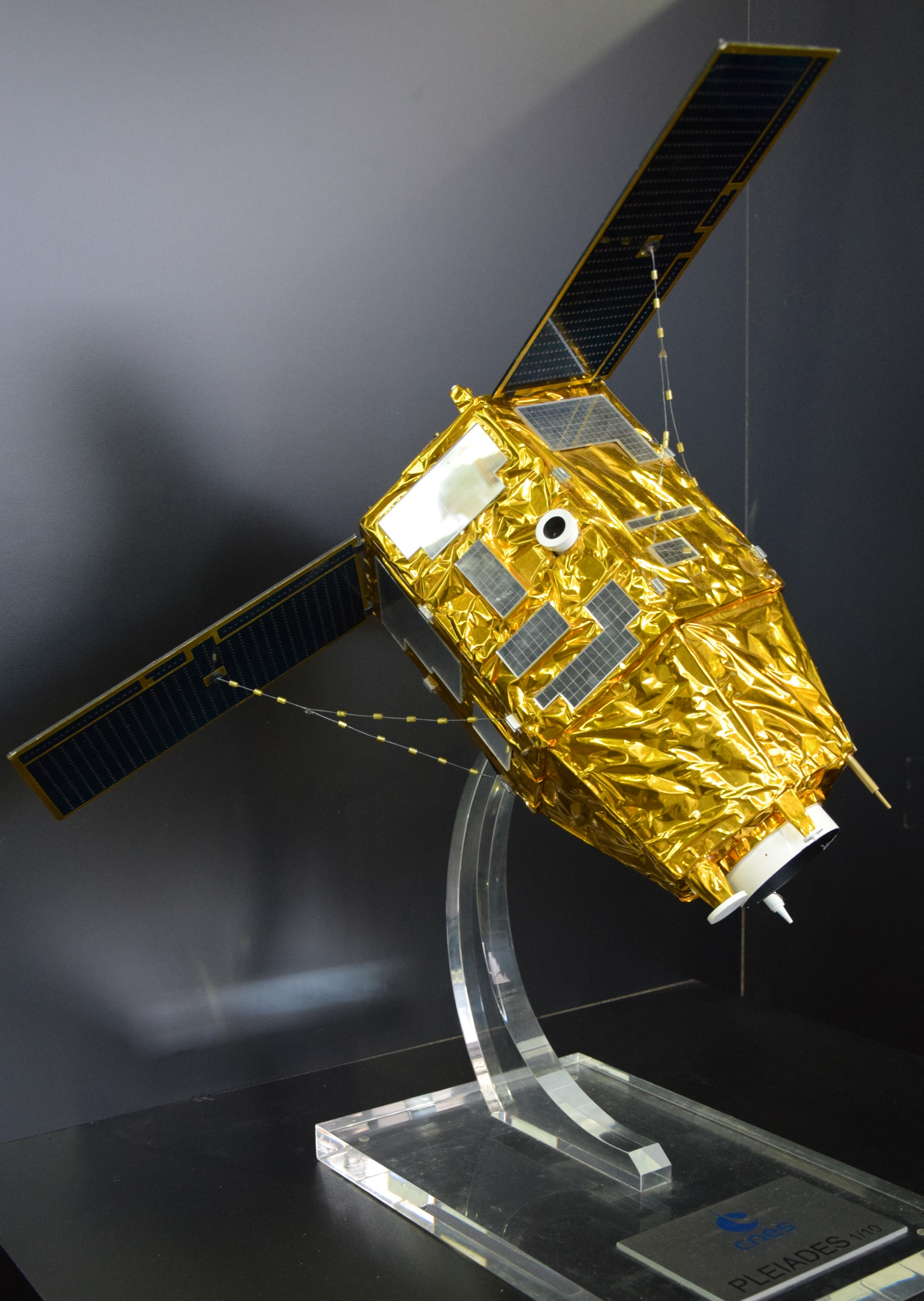
مجسم للقمر الصناعي بلياد

أحدث ما قام «بلياد» في الوقت الحاضر (2013) هو تصوير جزيرة جديدة أمام ساحل بلوشستان في بحر العرب بالقرب من ميناء جوادار. تبلغ عرض الجزير الجديدة نحو 76 متر وهي بارتفاع نحو 18 متر من الطمي، وقد ظهرت على إثر زلزال حدث في المنطقة. الجزيرة الجديدة دائرية الشكل تماما، ومن المرجح أن تختفي تلك الجزيرة الجديدة بمرور الأيام.

## البعثات
بدأت دراسات تصميم وعمل القمرين الصناعيين بلياد في سبتمبر 2000 . وبدأ تطوير التصميم وبناءهما في أكتوبر 2003 .
وأطلق بلياد 1أ يوم 17 ديسمبر 2011 من مركز الفضاء غيانا بأمريكا الجنوبية على قمة صاروخ حامل من نوع سويوز أس-تي سويا مع قمر صناعي فرنسي عسكري «إليزا»، ومع قمر صناعي ل شيلي SSOT إلى مدار متزامن مع الشمس.

يبلغ وزن ساتلات «إليزا» نحو 120 كيلوجرام لكل منهما ويعضدهما مصادر رادار أرضية بغرض الاستكشاف العسكري للأرض. كة وقد قامت شركة EADS Astrium ببنائهما.
.
أما بلياد 1ب  فقد أطلق في 2 ديسمبر 2012 في تمام الساعة 3:03 حسب توقيت وسط أوروبا أيضا من مركز غوايانا للفضاء على قمة صاروخ حامل من نوع سويوز، الذي أوصله إلى نفس المدار لبلياد 1أ ولكن منزاح عنه بزاوية قدرها 180 درجة.

## بناءهما وحمولتهما
يمكن أن يوجه كل من القمرين الصناعيين بلياد في ثلاثة أبعاد، وكل منهما مزود بكاميرا ذات مرآة مقعرة قطر 50 سنتيمتر لها دقة تصوير بالأبيض والأسود وكذلك في التصوير الملون بحيث ترى كل 50 سنتيمتر على سطح الأرض. ولغرض التصوير المتعدد الأطياف فيمكنها رؤية مساحة على الأرض قطرها 2 متر. ويجري التصوير بواسطة محساس ذو خمسة أسطر يبلغ عرضها 1500 بكسل في التصوير متعدد الأطياف، وبدقة 6000 بكسل للتصوير الملون العادي.وقد ضبط مداري القمرين الصناعيين بلياد بحيث يعبرون كل بقعة على الأرض مرة كل يوم على الأقل. وقد قامت ببنائهما شركة «طاليس ألينيا للفضاء».ويقدر عمر استمرار عمل كل منهما بنحو 5 سنوات.

## اقرأ أيضا
- استشعار عن بعد
- قمر صناعي لرصد الأرض
- لاندسات
- إنفيسات
- قياس عن بعد
- تلسكوب فضائي
- قمر صناعي جلوري
- مقراب سبيتزر الفضائي
- مرصد هابل الفضائي
- رادار قياس الأرض

## وصلات خارجية
(وصور)
- Galerie d'images Pléiades صور التقطها بلياد من ضمنها الجيزة والسويس بمصر.
- Astrium Geo
- Site du CNES - Pléiades
- Site des Missions Scientifiques du CNES - Pléiades
- Pléiades : de nouvelles capacités d'observation depuis l'espace
- Album photos images Pléiades publiées par le CNES
- Blog CNES Pléiades